# Ashlyn Harris
Ashlyn Michelle Harris, née le 19 octobre 1985 à Satellite Beach, en Floride, est une ancienne joueuse américaine de football (soccer) au poste de gardienne de but. Elle a joué dans différents clubs au cours de sa carrière dans la National Women's Soccer League, ainsi qu'en Suède et en Allemagne.
Elle fait partie de l'équipe américaine devenue championne du monde en 2015, puis en 2019 comme gardienne remplaçante. Elle annonce sa retraite en novembre 2022.

## Carrière
Âgée de seulement 16 ans, Ashlyn Harris est sacrée championne du monde des moins de 19 ans en 2002 avec l'équipe des États-Unis.
Capitaine de l'équipe nationale des moins de 19 ans, elle reçoit 39 sélections dans cette catégorie d'âge, disputant un total de 12 matchs en Coupe du monde U19.
Avec l'équipe de l'université de Caroline du Nord, elle remporte trois fois la NCAA en 2006, 2008 et 2009.
Elle remporte la Women's Professional Soccer en 2011 avec le Western New York Flash, recevant en parallèle le trophée de gardienne de l'année de la WPS.
Elle remporte la Coupe du monde féminine au Canada en 2015 et en 2019 en France, elle ne jouera aucun des matchs disputés par l'équipe. Elle n'est plus appelée en équipe nationale à partir de janvier 2021.
En club, elle passe l'essentiel de sa carrière à Orlando Pride (Floride).
Elle annonce mettre fin à sa carrière en novembre 2022.

## Palmarès
Club
North Carolina Tar Heels
- 2006, 2008 et 2009 : vainqueur du championnat NCAA de soccer féminin (UNC)

Western New York Flash
- 2011 : vainqueur de la Women's Professional Soccer

International
- 2002 : vainqueur de la Coupe du monde féminine des moins de 19 ans avec l'équipe des États-Unis
- 2004 : troisième de la Coupe du monde féminine des moins de 19 ans avec l'équipe des États-Unis
- 2011, 2013, 2015 : vainqueur de la Coupe de l'Algarve
- 2015 : vainqueur de la Coupe du monde 2015
- 2016, 2018 : vainqueur de la Coupe SheBelieves
- 2019 : vainqueur de la Coupe du monde 2019

Personnel
- 2011 : élue gardienne de l'année de la Women's Professional Soccer

## Vie privée
Ashlyn Harris a été en couple avec Ali Krieger, défenseuse d’Orlando Pride et de l’équipe nationale américaine, depuis 2010. Les deux joueuses se sont mariées le 28 décembre 2019 à Miami, en la présence de Megan Rapinoe, demoiselle d’honneur de Harris.
Le 14 février 2021, le couple annonce l’adoption de leur fille, Sloane Phillips, née deux jours auparavant. En août 2022, elles annoncent l'adoption d'un petit garçon, Ocean Maeve. Elles annoncent leur divorce en 2023.
Depuis l’été 2023, elle est en couple avec l'actrice Sophia Bush. Elles officialisent leur relation en mars 2024.